# Rososz (gromada w powiecie grójeckim)
Rososz – dawna gromada, czyli najmniejsza jednostka podziału terytorialnego Polskiej Rzeczypospolitej Ludowej w latach 1954–1972.
Gromady, z gromadzkimi radami narodowymi (GRN) jako organami władzy najniższego stopnia na wsi, funkcjonowały od reformy reorganizującej administrację wiejską przeprowadzonej jesienią 1954 do momentu ich zniesienia z dniem 1 stycznia 1973, tym samym wypierając organizację gminną w latach 1954–1972.
Gromadę Lipie z siedzibą GRN w Rososzy utworzono – jako jedną z 8759 gromad – w powiecie grójeckim w woj. warszawskim, na mocy uchwały nr VI/10/5/54 WRN w Warszawie z dnia 5 października 1954. W skład jednostki weszły obszary dotychczasowych gromad Adamów, Barcice, Dobiecin, Dąbrowa Duża, Gaj Żelechowski, Grabina, Jurandów, Ludwików, Kozłów, Machcin, Podosowa, Rososz, Rososzka, Staniszewice, Zadębie, Zalesie, Zbyszków, Żelazna, Żelechów i Żelechów Nowy ze zniesionej gminy Rososz w tymże powiecie. Dla gromady ustalono 21 członków gromadzkiej rady narodowej.
31 grudnia 1961 do gromady Rososz włączono wsie Marynin i Potycz ze zniesionej gromady Konary oraz wieś Janina ze zniesionej gromady Watraszew w tymże powiecie.
Gromada przetrwała do końca 1972 roku, czyli do kolejnej reformy gminnej.